# Saint Urfol

Saint Urfol ou saint Urfold ou saint Urphoed ou saint Wulphroëdus est un saint breton plus ou moins mythique de la Bretagne du haut Moyen-Âge ayant vécu au VIe siècle non reconnu officiellement par l'Église catholique romaine[réf. nécessaire].

## Hagiographie
D'après la tradition, Urfol serait né au manoir de Lannriou en Landouzan dans la paroisse du Drennec au début du VIe siècle et aurait reçu sa formation religieuse au monastère d'Ac'h (ou Ack). Sa mère, Rivanone, serait la sœur de saint Rivoaré et Urfol serait un oncle de saint Hervé ; il aurait eu un frère saint Riwanon. Urfol aurait vécu en ermite dans la forêt de Dunan (douna en breton signifie "profond"), qui s'étendait de Saint-Renan à Plouvien, sans doute à l'emplacement de l'actuelle commune de Bourg-Blanc, probablement à l'emplacement de la chapelle Saint-Urfold, vivant à l’écart de la société et de sa famille dans une intention de pénitence et de contemplation. Selon Albert Le Grand, c'était un « personnage de rare sainteté et doctrine lequel demeurait en un petit monastère en l'Archidiaconé d'Ac'h ».
Son neveu, saint Hervé, eut par révélation connaissance de la mort de saint Urfol et se mit en route vers l’oratoire de son oncle. Il s’y prosterna pour prier et au cours de son oraison, le sol trembla si fort que tous ceux qui étaient avec lui furent jetés à terre ; la terre s’ouvrit et de cette ouverture sortit une odeur suave et odoriférante. Saint Hervé, ayant, par ce miracle, connu et trouvé le tombeau de son oncle l’accommoda de pierres et le lieu devint bientôt le cadre de miracles. C’est sûrement là l’origine du culte qui est encore rendu à saint Urfol.

## Son culte et ses traces dans la Bretagne actuelle
- Bourg-Blanc : la chapelle Saint-Urfold